# Richard Piper (Politiker)
Richard Piper (* 6. Mai 1907 in Augsburg; † 9. Juli 1955 in Pfarrkirchen) war ein deutscher Politiker (SPD). Er war von 1950 bis 1954 Mitglied des Bayerischen Landtages.

## Leben
Piper besuchte die Volksschule und verbrachte eine vierjährige Lehrzeit als Schlosser bei dem Unternehmen MAN Werk Augsburg und besuchte die Werkschule des Unternehmens. Er trat 1921 in die Sozialistische Arbeiter-Jugend und 1925 in den Deutschen Metallarbeiterverband ein. In beiden Organisationen und der SPD belegte er systematische Schulungen zur Sozialpolitik. Im Jahr 1930 erfolgte eine Berufung zum Kreissekretär und Geschäftsführer des „Internationalen Bundes für die Opfer des Krieges und der Arbeit“ für den Regierungsbezirk Schwaben.
Er war ab 1933 für zwei Jahre im Konzentrationslager Dachau interniert und verrichtete anschließend Zwangsarbeit im Straßenbau. Nach Ende des Zweiten Weltkrieges wurde er zum Landrat im Landkreis Griesbach bestellt und zum Leiter des Arbeitsamtes Pfarrkirchen berufen. Im Dezember 1946 wurde er zum Regierungsrat ernannt.
Piper war vom 27. November 1950 bis zum 12. Dezember 1954 für den Wahlkreis Niederbayern Mitglied des Bayerischen Landtages sowie der dortigen SPD-Fraktion. Im Landtag war er des Weiteren Mitglied des Ausschusses für Ernährung und Landwirtschaft und des Ausschusses für Sozialpolitische Fragen.